# キャンディス・パットン
キャンディス・パットン（Candice Patton,  1988年6月24日 - ）は、アメリカ合衆国の女優である。

## 来歴
1988年、ミシシッピ州・ジャクソンに生まれ、テキサス州のプラノで育つ。テキサス州・ダラスのサザンメソジスト大学へ進学した。

## 人物
2004年にソープオペラ『ザ・ヤング・アンド・ザ・レストレス』に出演し、キャリアをスタートさせた。
その後数々のドラマや映画に出演し、2014年にThe CWによって放送されるテレビドラマ『THE FLASH/フラッシュ』のアイリス・ウエスト役で広く知られるようになる。

## フィルモグラフィー

### 映画
| 年   | 邦題/原題            | 役名       | 備考 |
| ---- | -------------------- | ---------- | ---- |
| 2014 | ザ・ゲスト The Guest | ハルウェイ |      |

### テレビ
| 年          | 題                                                            | 役名                           | 備考           |
| ----------- | ------------------------------------------------------------- | ------------------------------ | -------------- |
| 2004 - 2005 | ザ・ヤング・アンド・ザ・レストレス The Young and the Restless | ロビン                         | 5エピソード    |
| 2009        | アントラージュ★オレたちのハリウッド Entourage                 | ダン・コークリーのアシスタント | 3エピソード    |
| 2009        | キャッスル 〜ミステリー作家は事件がお好き Castle              | 若い女性                       | 1エピソード    |
| 2009        | HEROES Heroes                                                 | オリヴィア                     | 2エピソード    |
| 2010        | One Tree Hill                                                 | タニーシャ                     | 2エピソード    |
| 2010        | グレイズ・アナトミー Grey's Anatomy                           | メグ・ウェイロン               | 1エピソード    |
| 2011        | クレイグスリスト・キラー The Craigslist Killer                | ケイト                         | テレビ映画     |
| 2011        | ハリーズ・ロー 裏通り法律事務所 Harry's Law                   | デニス・レインズ               | 1エピソード    |
| 2011        | CSI:マイアミ CSI: Miami                                       | ウェンディ・ギブソン           | 1エピソード    |
| 2012        | リゾーリ&アイルズ ヒロインたちの捜査線 Rizzoli & Isles        | エイヴリー                     | 1エピソード    |
| 2014 -      | THE FLASH/フラッシュ The Flash                                | アイリス・ウエスト             | メインキャスト |